# Певзнер, Мануил Исаакович
Мануил Исаакович Певзнер (20 июня (2 июля) 1872 — 23 мая 1952) — российский и советский терапевт, один из организаторов Института питания в Москве и основоположников диетологии и клинической гастроэнтерологии в СССР, заслуженный деятель науки РСФСР (1936). Профессор Центрального института усовершенствования врачей (ЦИУВ) (с 1932). Разработал систему из 15 диет по группам заболеваний.

## Биография
В 1895 году, окончив гимназию, поступает на медицинский факультет Московского университета. На время каникул выезжает в губернские и уездные больницы. Это позволило ему ознакомиться со спецификой земской медицины конца XIX века. В 1900 году, по окончании обучения, проходит стажировку в наиболее авторитетных клиниках Германии.
После возвращения в Москву работает в факультетской, а затем в госпитальной терапевтической клинике Московского Университета. Пишет докторскую диссертацию по проблеме септического эндокардита под руководством В. Д. Шервинского.
В 1904 году выступает на заседании Московского общества врачей с докладом о значении для клинической практики работ И. П. Павлова по физиологии пищеварения.
С 1908 года специализируется в области гастроэнтерологии, читает курс по патологии органов пищеварения в университете в качестве приват-доцента, а затем — доцента МГУ.
Выступил одним из инициаторов создания в 1921 г. отделения болезней органов пищеварения и лечебного питания при институте курортологии в Москве. Возглавил его в 1924 году.
В 1922—1927 годах был заведующим (по совместительству) кафедрой семиотики внутренних болезней Смоленского университета. Вплоть до середины тридцатых годов приезжает в Смоленск по приглашению ректора для чтения курса лекций.
В 1927 г. Мануилу Исааковичу было присвоено звание профессора.
В 1930 г. отделение болезней органов пищеварения и лечебного питания было передано в Институт питания Наркомздрава СССР, в дальнейшем Академии медицинских наук (также был создан при активном участии М. И. Певзнера). Этой клиникой он руководил до конца жизни.
В 1932 г. был избран заведующим кафедрой лечебного питания ЦИУВ.
В 1936 г. за научные исследования и большую многоплановую работу ему присвоено почетное звание заслуженного деятеля науки РСФСР.
Умер Мануил Исаакович у себя дома в Долгом переулке (ныне — улица Бурденко) 23 мая 1952 г. внезапно, от повторного инфаркта миокарда. Похоронен на Донском кладбище Москвы.

## Дело «врачей-убийц»
Уже посмертно М. И. Певзнер был причислен к категории «врачей-убийц». Однако ещё в 1951 году было затеяно дело «националистической группы» в клинике лечебного питания. По делу был арестован завотделом клиники Г. Л. Левин, из которого выбили показания о том, что:

В клинике лечебного питания сложилась группа из националистически настроенных научных сотрудников во главе с директором клиники — профессором Певзнером М. И., который в прошлом вел активную работу в еврейских националистических общественных организациях. Собранный Певзнером еще в начале 20-х годов коллектив состоял в основном из лиц еврейской национальности, во всем поддерживавших друг друга, прочно державшихся за свои места в клинике и не желавших работать вне стен клиники на других участках советского здравоохранения.

Кроме того, врачей обвиняли и в причинении вреда больным. Из показаний Левина 23.04.1952:

… Я признаю себя виновным в том, что … применял при лечении больных колитом, гепатитом и гипертонической болезнью порочную методику, заключавшуюся в изолированном назначении этой категории больных только лечебного питания без сочетания его с рядом других весьма важных лечебных средств как лекарственных, так и физиотерапевтических. …Я признаю себя также виновным и в том, что проверял действия диет с завышенным содержанием белка на людях, тогда как на животных эти диеты вообще не проверялись. <…>
Националистически настроенные лица, группировавшиеся вокруг Певзнера М. И., постоянно восхваляли его как в стенах клиники, так и за её пределами, везде и всюду прославляли Певзнера М. И., изображая создателем целой «школы», в основе своей крайне порочной. За 20 лет своего существования клиника лечебного питания в целом не стояла на марксистских, диалектических позициях, шла вразрез учению академика Павлова и не оправдала огромных затрат на неё государственных средств.

Л. Б. Берлин был освобожден только в 1954 году, однако к тому времени клиника была фактически разогнана, уволены все ведущие сотрудники клиники, единомышленники Певзнера (О. Л. Гордон, М. С. Маршак, В. З. Кудашевич, А. И. Ачаркан и другие).

## Исследования
При клинике лечебного питания М. И. Певзнером была организована физиологическая лаборатория. Именно здесь вместе с учениками он проводил исследования по влиянию фактов питания на сенсибилизацию организма, на механизмы развития ревматизма, гипертонической болезни, поражений печени и желудка (гепатитов, гастритов) и других заболеваний. Также широко развивались исследования по изучению питания в качестве лечебного и профилактического средства при самых различных заболеваниях сердечно-сосудистой системы, пищеварительного тракта, обмена веществ, почек и суставов.

## Научные работы
М. И. Певзнер является автором около 100 научных работ по вопросам гастроэнтерологии, рационального и лечебного питания.
- Случай pseudo-chylos’ного транссудата в плевре (1902)
- Диагностика и терапия болезней желудочно-кишечного тракта и болезней обмена веществ (1924, 1945)
- Основы диетики и диетологии (1927)
- Рациональное и лечебное питание (1935)
- Основы лечебного питания (1937, 1949, 1958)
- Язва желудка и двенадцатипалой кишки (1946)